# Sōwilō
« Rune Sieg » et « Sieg rune » redirigent ici. Pour le symbole nazi, voir Insigne de la Schutzstaffel.
Cette page contient des caractères spéciaux ou non latins. S’ils s’affichent mal (▯, ?, etc.), consultez la page d’aide Unicode.

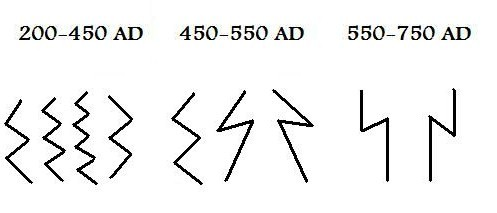
Évolution de Sōwilō

Sōwilō est la seizième rune du Futhark et la huitième de la famille de Hagalaz. Elle est précédée d’Algiz et suivie de Tiwaz. Elle est nommée Sigel (Siȝel) en anglo-saxon et Sól en vieux norrois. Dans toutes ces langues, elle désigne la personnification du Soleil, Sól.
Le Codex Vindobonensis 795 donne un nom de lettre correspondant dans l’alphabet gotique sous la forme sugil, restitué en gotique comme sauil, 𐍃. *Sōwilō est la forme reconstruite pour le proto-germanique à partir de cette correspondance.
D’un point de vue étymologique, le mot « soleil » présente dans les langues germaniques une alternance entre les racines -l- et -n- : ainsi on peut opposer le proto-germanique *sunnon (vieil anglais sunne, vieux norrois, vieux saxon et vieux haut-allemand sunna) à *sōwilō ou *saewelō (vieil anglais siȝel, vieux norrois sol,  gotique sauil, vieux saxon *sôwal, *sôl). Cette particularité trouve ses origines dans l’alternance proto-indo-européenne *suwen- / *sewol- (cf. avestique xweng / latin sol, grec ancien helios, sanskrit sūrya, gallois haul, breton heol), vestige d’un système de déclinaisons archaïque dit hétéroclitique qui ne s’exprima que dans les langues anatoliennes.
Cette rune notait à l'origine le son [s].
Elle est identique graphiquement et phonétiquement à la lettre phénicienne , Šin [ʃ] (Soleil) issue du protosinaïtique , qui sera reprise par le sigma Σ grec ionien (noté ᛋ jusque vers 400 avant J.C) puis le  S étrusque et le 𐌔 italique (semblable par ailleurs au  nun phénicien). Elle est aussi proche des San ϻ grec archaïque (alternative à sigma) et tsan и acadien, voire du  tsade [sʼ] phénicien. 

## Poèmes runiques
Les trois poèmes runiques décrivent cette rune :
| Poème runique | Traduction en français |
| --- | --- |
| Vieux norvégien ᛋ Sól er landa ljóme; lúti ek helgum dóme.                                                                  | Le Soleil est la lumière du monde ; je m’incline face au jugement divin.                                                                               |
| Vieil islandais ᛋ Sól er skýja skjöldr ok skínandi röðull ok ísa aldrtregi. rota siklingr.                                  | Le Soleil est le bouclier des nuages et rayon lumineux et destructeur de glace.                                                                        |
| Anglo-saxon ᛋ Sigel semannum symble biþ on hihte, ðonne hi hine feriaþ ofer fisces beþ, oþ hi brimhengest bringeþ to lande. | Le Soleil est pour toujours l’espoir des marins, quand ils voyagent sur le bain des poissons, jusqu’à ce que le coursier des eaux les mène à la terre. |

## Usages au XXesiècle
Empruntée à la mystique völkisch, la rune est l'un des symboles les plus utilisés par le régime national-socialiste, sous le nom de Sieg-Rune (rune de la victoire). La rune doublée est l'insigne de la Schutzstaffel (SS). Moins connue car non visible sur les uniformes et dans les pays occupés, la Sieg-Rune est aussi un des principaux emblèmes de la Jeunesse hitlérienne, et fait également partie de celui de la SA. Sól est de plus visible dans le symbole du Soleil noir. 
La Sieg-Rune couplée à la clef de la division Leibstandarte forme le blason divisionnaire de la 12. SS-Panzerdivision Hitlerjugend.